# Nicole Remund
Nicole Corinne Remund (Uznach, 31 dicembre 1989) è una calciatrice svizzera, difensore del Lucerna. In carriera ha inoltre indossato la maglia della nazionale svizzera, a livello giovanile, con la formazione Under-19, e in quella maggiore, disputando il Mondiale di Canada 2015.

## Carriera

### Club
Nel dicembre 2015 durante la pausa invernale della Lega Nazionale A ha lasciato lo Zurigo, club con cui ha vinto 4 campionati e 3 coppe nazionali, per passare al Lucerna. Si tratta di un ritorno, avendo Nicole Remund giocato sia per il Root sia per il Kriens, club predecessori del Lucerna.

### Nazionale
Nicole Remund ha fatto parte della nazionale svizzera che ha partecipato al Campionato mondiale femminile di calcio 2015, giocando due delle tre partite della fase a gironi.

## Palmarès

### Club
- Campionato svizzero: 4

Zurigo: 2011-2012, 2012-2013, 2013-2014, 2014-2015
- Coppa Svizzera: 3

Zurigo: 2011-2012, 2012-2013, 2014-2015